# Ivan Panfilovich Belov

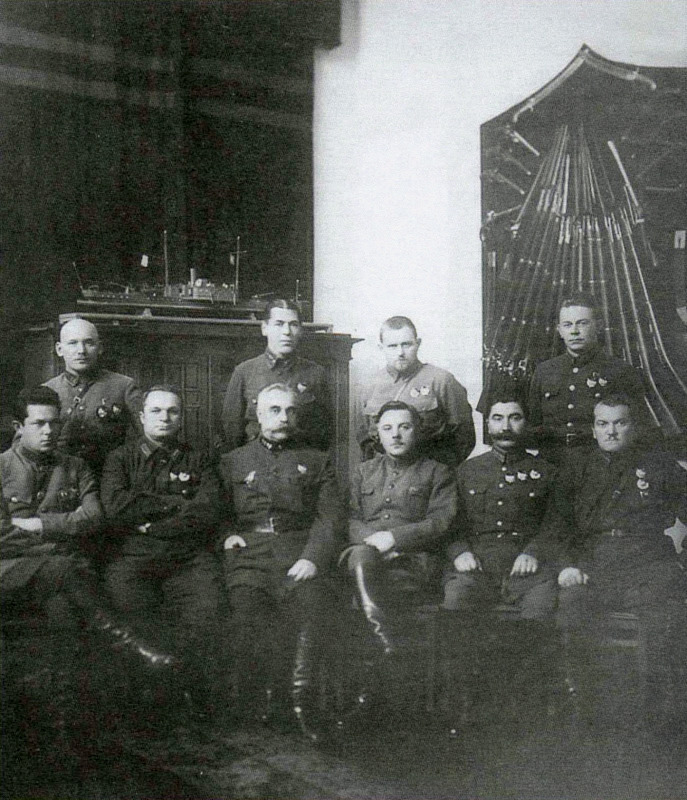
Thành viên của Hội đồng Cách mạng Quân sự Liên Xô, Belov đứng thứ 2 từ phải ở hàng sau.

Ivan Panfilovich Belov (tiếng Nga: Ива́н Панфи́лович Бело́в; 27 tháng 6 năm 1893 - 29 tháng 6 năm 1938) là một sĩ quan cao cấp, Tư lệnh Tập đoàn quân bậc 1 của Hồng quân Liên Xô.
Ông được sinh ra ở nơi mà ngày nay là Vologda Oblast. Trong Thế chiến thứ nhất, ông chiến đấu trong Quân đội Đế quốc Nga. Trong Nội chiến Nga, ông chiến đấu cho bên Hồng quân. Ông đã nhận được Huân chương Cờ đỏ hai lần (1920 và 1921).
Trong cuộc Đại thanh trừng, ông là một trong những thẩm phán trong phiên tòa xét xử Nguyên soái Liên Xô Mikhail Tukhachevsky trong Vụ án của Tổ chức Quân đội chống Liên Xô Trotskyist vào tháng 6 năm 1937. Tuy nhiên, đến lượt mình, Belov bị bắt vào ngày 7 tháng 1 năm 1938 và sau đó bị xử tử. Sau cái chết của Stalin, ông đã được phục hồi (miễn tội) vào năm 1955.